# アーチボルド・ゲイキー
アーチボルド・ゲイキー（1835年12月28日 - 1924年11月10日）は、イギリスの地質学者。スコットランド・エディンバラ生まれ。

## 年譜
- 1865年 - 王立協会フェロー
- 1908年 - 同会長就任
- 1913年 - 同会長辞任

## 受賞歴
- 1881年 - マーチソン・メダル
- 1895年 - ロイヤル・メダル
- 1896年 - ウォラストン・メダル

## 業績
- ゲイキー石の命名者